# Macce Berg
Malcom "Macce" Berg, född 23 januari 1897 i Stockholm, död 1 maj 1954, var en svensk orkesterledare och trumslagare.
Berg började sin karriär som musiker som trumslagare vid Positionsartilleriregementet i Stockholm. Han blev senare kapellmästare på Kristallsalongen på Djurgården. Berg var verksam i Ernst Rolfs orkester från det att Rolf började med sina stora revyer till Rolfs död 1932. Därefter ledde Berg egna orkestrar och spelade bland annat på Kaos, Grand Hôtel, Hästskobaren, nattklubben Adlon och Berns salonger.
1935 och 1937 gästspelade Berg i Sovjetunionen med en stor dans- och showorkester, som turnerade ända ner till badorterna i de södra delarna av landet.